# 岩室の滝
岩室の滝（いわむろのたき）は、富山県中新川郡立山町虫谷にある滝。新生代第三紀中新世の泥岩や火山噴出物の層から一気に流れ落ち、虫谷川となった後に白岩川へ注ぎ込む。富山県の天然記念物・富山の名水に指定されている。

## 特徴
滝の落差24メートル、滝壺の直径は10メートルで水深は5メートルである。
滝の右側に横穴があるが、これは軟弱な泥岩が逆巻きながら落下する水や、滝の飛沫で削られて出来たもので、この横穴から「岩室の滝」と名付けられたと考えられている

## 地質
このあたり一帯は新生代第三紀中新世（約1500万年前）の泥岩や火山噴出物で出来た岩稲累層と呼ばれる地層が広がり、この地層を貫いて輝石安山岩が岩脈状に存在する。さらにその上に高峰山による新生代第四紀（約1000万年前）の火山噴出物の地層が覆っている。
現在の滝は僅かに柱状節理が残る岩脈上に存在ある。滝の下流側60メートル辺りに幅5メートル程度の峡谷があり、この滝が次第に後退していったことを示している。

## 交通アクセス
- 富山地方鉄道五百石駅から車で約20分
- 北陸自動車道立山ICから車で30分（駐車場あり）